# Darling (dišava)
Darling je ženska dišava, izdana preko podjetja Coty, Inc. in prvi parfum, ki ga je oglaševala Kylie Minogue. Parfum so izdali 9. novembra 2006. Parfum je oblikoval Thierry Wasser iz podjetja Firmenich Thierry Wasser je želel oblikovati parfum, ki bi odražal avstralsko pevko: glavne sestavine parfuma so avstralska sandalovina, karambola (Averrhoa carambola), frezija in boronija.

## Ostale različice dišaveDarling
Leta 2007 so izdali naslednik parfuma Darling, imenovan Sweet Darling. Originalni formuli parfuma so dodali še vanilijo, pačuli in sladkorno peno. Parfum Sweet Darling je bil izdan v omejeni izdaji; na voljo je bil le v letu 2007. Leta 2008 je izšla še tretja različica pesmi Darling, Sexy Darling. Oblikovala jo je Sophie Labbe, vključevala pa je vonjave rdeče pomaranče, hruške, vrtnice, rožnate paprike, rdeče vrtnice, jasmina, mošusa, rože belle de nuit in sandalovine. Leta 2011 so izdali še eno različico dišave Darling, imenovano Dazzling Darling.

## Ostale dišave Kylie Minogue
Kylie Minogue je kasneje izdala še nekaj drugih dišav, in sicer Couture, Showtime, Showtime Sparkle, Pink Sparkle in Pink Sparkle POP.
Dišavi Showtime Sparkle in Pink Sparkle POP sta različici parfumov Showtime in Pink Sparkle. Obe sta bili izdani le malo po svojih predhodnikih.